# Segunda Liga
A Segunda Liga (Liga Portugal 2 Meu Super por razões de patrocínio) é o segundo escalão do sistema de ligas de futebol de Portugal. Criada na época 1990–91 pela Federação Portuguesa de Futebol, é organizada pela Liga Portuguesa de Futebol Profissional desde a temporada 1999–00 em substituição da antiga II Divisão. É disputada por dezoito clubes, num sistema de promoção e despromoção com a Primeira Liga e a Liga 3.
A partir da época 2024-25 a Segunda Liga tem o nome comercial de Liga Portugal 2 Meu Super, devido a um acordo de patrocínio entre a seguradora e a Liga Portugal, fechando assim um ciclo de 4 anos em que a SABSEG foi o principal patrocinador da prova.
As duas melhores equipas classificadas são promovidas à Primeira Liga (a terceira melhor equipa de disputar um play-off com o antepenúltimo da Primeira Liga). Os clubes classificados em 17.º e 18.º lugares são despromovidos à Liga 3, por troca com os 1.º e 2.º classificados desta prova que são assim promovidos ao segundo escalão (a equipa que terminar em 16º lugar disputará um play-off de despromoção/promoção a duas mãos com o 3.º lugar da Liga 3).
Adicionalmente, as equipas da Segunda Liga participam na Taça de Portugal e na Taça da Liga, entrando na 2.ª e 1.ª eliminatórias destas competições, respetivamente.
Durante as 32 edições disputadas até ao momento, participaram na Segunda Liga um total de 75 clubes, dos quais somente 21 se sagraram campeões nacionais. O maior vencedor da história da Segunda Liga é o Paços de Ferreira, com 4 campeonatos nacionais conquistados.
O atual campeão nacional é o Tondela, conquistando na época 2024-25 o seu 2º título.

## Formato
Na temporada 2016–17, participaram 22 clubes na Segunda Liga (24 nas temporadas anteriores), tendo-se assistido nas épocas seguintes a uma redução gradual até se chegar a 18 participantes a partir da temporada 2018-19.
Ao longo de uma temporada, cada clube joga contra as outras equipas duas vezes - uma em casa e outra no estádio do adversário - num total de 34 jogos. No final de cada temporada, as duas equipas com melhor classificação são promovidas (a equipa que terminar em 3º lugar disputa um play-off de promoção/despromoção a duas mãos com o 16º lugar da Primeira Liga), a equipa que terminar em 16º disputa um play-off de promoção/despromoção a duas mãos com o 3º lugar da Liga 3 e as duas equipas com pior classificação são despromovidas para a Liga 3 (competição criada na época 2021–22, antes dessa data as equipas eram despromovidas para o Campeonato de Portugal).
As equipas B não podem ser promovidas à Primeira Liga, mas podem ser despromovidas se terminarem a época numa das posições de despromoção ou se a equipa principal também for despromovida para a Segunda Liga.

## Troféu
O troféu de campeão nacional é entregue anualmente pela Liga que entrega em cada época um troféu ao vencedor da Segunda Liga.

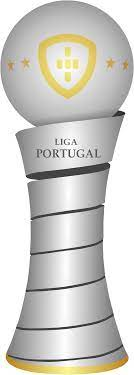
Troféu entregue pela Liga Portuguesa de Futebol Profissional

## Campeões por ano
| Época   | Vencedor                               | 2º promovido         | 3º promovido                   |
| ------- | -------------------------------------- | -------------------- | ------------------------------ |
| 1990/91 | Paços de Ferreira                      | Estoril Praia        | Torreense                      |
| 1991/92 | Sporting de Espinho                    | Belenenses           | Tirsense                       |
| 1992/93 | Estrela da Amadora                     | União da Madeira     | Vitória de Setúbal             |
| 1993/94 | Tirsense                               | União de Leiria      | Desportivo de Chaves           |
| 1994/95 | Leça                                   | Campomaiorense       | Felgueiras                     |
| 1995/96 | Rio Ave                                | Vitória de Setúbal   | Sporting de Espinho            |
| 1996/97 | Campomaiorense                         | Varzim               | Académica de Coimbra           |
| 1997/98 | União de Leiria                        | Beira-Mar            | Alverca                        |
| 1998/99 | Gil Vicente                            | Belenenses           | Santa Clara                    |
| 1999/00 | Paços de Ferreira                      | Beira-Mar            | Desportivo das Aves            |
| 2000/01 | Santa Clara                            | Varzim               | Vitória de Setúbal             |
| 2001/02 | Moreirense                             | Académica de Coimbra | Nacional da Madeira            |
| 2002/03 | Rio Ave                                | Alverca              | Estrela da Amadora             |
| 2003/04 | Estoril Praia                          | Vitória de Setúbal   | Penafiel                       |
| 2004/05 | Paços de Ferreira                      | Naval                | Estrela da Amadora             |
| 2005/06 | Beira-Mar                              | Desportivo das Aves  | —                              |
| 2006/07 | Leixões                                | Vitória de Guimarães | —                              |
| 2007/08 | Trofense                               | Rio Ave              | —                              |
| 2008/09 | Olhanense                              | União de Leiria      | —                              |
| 2009/10 | Beira-Mar                              | Portimonense         | —                              |
| 2010/11 | Gil Vicente                            | Feirense             | —                              |
| 2011/12 | Estoril Praia                          | Moreirense           | —                              |
| 2012/13 | Belenenses                             | Arouca               | —                              |
| 2013/14 | Moreirense                             | Penafiel             | Desportivo das Aves (play-off) |
| 2014/15 | Tondela                                | União da Madeira     | —                              |
| 2015/16 | FC Porto B (não subiu)                 | Chaves               | Feirense                       |
| 2016/17 | Portimonense                           | Desportivo das Aves  | —                              |
| 2017/18 | Nacional da Madeira                    | Santa Clara          | —                              |
| 2018/19 | Paços de Ferreira                      | Famalicão            | —                              |
| 2019/20 | Nacional da Madeira (apenas promovido) | Farense              | —                              |
| 2020/21 | Estoril Praia                          | Vizela               | Arouca (play-off)              |
| 2021/22 | Rio Ave                                | Casa Pia             | Chaves (play-off)              |
| 2022/23 | Moreirense                             | Farense              | Estrela da Amadora (play-off)  |
| 2023/24 | CD Santa Clara                         | Nacional             | AVS (play-off)                 |
| 2024/25 | Tondela                                | Alverca              | —                              |
| 2025/26 | ?                                      | ?                    | ?                              |

## Campeões por Equipa
| Clubes               | Títulos | Vice-campeões | Épocas dos títulos                 | Épocas vice-campeões      |
| -------------------- | ------- | ------------- | ---------------------------------- | ------------------------- |
| Paços de Ferreira    | 4       | –             | 1990–91, 1999–00, 2004–05, 2018–19 | –                         |
| Estoril Praia        | 3       | 1             | 2003–04, 2011–12, 2020–21          | 1990–91                   |
| Moreirense           | 3       | 1             | 2001–02, 2013–14, 2022–23          | 2011–12                   |
| Rio Ave              | 3       | 1             | 1995–96, 2002–03, 2021–22          | 2007–08                   |
| Beira-Mar            | 2       | 3             | 2005–06, 2009–10                   | 1995–96, 1997–98, 1999–00 |
| Gil Vicente          | 2       | –             | 1998–99, 2010–11                   | –                         |
| Santa Clara          | 2       | -             | 2000–01, 2023–24                   |                           |
| Tondela              | 2       | –             | 2014–15, 2024–25                   | –                         |
| Belenenses           | 1       | 2             | 2012–13                            | 1991–92, 1998–99          |
| União de Leiria      | 1       | 2             | 1997–98                            | 1993–94, 2008–09          |
| Nacional             | 1       | 1             | 2017–18                            | 2023–24                   |
| Campomaiorense       | 1       | 1             | 1996–97                            | 1994–95                   |
| Portimonense         | 1       | 1             | 2016–17                            | 2009–10                   |
| Estrela da Amadora   | 1       | –             | 1992–93                            | –                         |
| FC Porto B           | 1       | –             | 2015–16                            | –                         |
| Leça                 | 1       | –             | 1994–95                            | –                         |
| Leixões              | 1       | –             | 2006–07                            | –                         |
| Olhanense            | 1       | –             | 2008–09                            | –                         |
| Tirsense             | 1       | –             | 1993–94                            | –                         |
| Trofense             | 1       | –             | 2007–08                            | –                         |
| Sporting de Espinho  | 1       | –             | 1991–92                            | –                         |
| Desportivo das Aves  | –       | 2             | –                                  | 2005–06, 2016–17          |
| União da Madeira     | –       | 2             | –                                  | 1992–93, 2014–15          |
| Varzim               | –       | 2             | –                                  | 1996–97, 2000–01          |
| Vitória de Setúbal   | –       | 2             | –                                  | 1995-96, 2003–04          |
| Alverca              | –       | 2             | –                                  | 2002–03, 2024–25          |
| Académica de Coimbra | –       | 1             | –                                  | 2001–02                   |
| Arouca               | –       | 1             | –                                  | 2012–13                   |
| Casa Pia             | –       | 1             | –                                  | 2021–22                   |
| Chaves               | –       | 1             | –                                  | 2015–16                   |
| Famalicão            | –       | 1             | –                                  | 2018–19                   |
| Farense              | –       | 1             | –                                  | 2022–23                   |
| Feirense             | –       | 1             | –                                  | 2010–11                   |
| Naval                | –       | 1             | –                                  | 2004–05                   |
| Penafiel             | –       | 1             | –                                  | 2013–14                   |
| Vitória de Guimarães | –       | 1             | –                                  | 2006–07                   |
| Vizela               | –       | 1             | –                                  | 2020–21                   |

## Direitos

### Transmissão
A Liga Portugal 2 MEU SUPER  é transmitida nos canais Premium da Sport TV, em sinal aberto na Sport TV + nos operadoras de cabo MEO, NOS e Vodafone.
Os canais dos clubes Porto Canal e Benfica TV transmitem os jogos das respetivas equipas B em casa. O FC Porto B no estádio N°1 do complexo desportivo do Olival e o Benfica B no campo N° 1 do Benfica Campus no Seixal.

### Nome da Liga
| Período       | Patrocinador     | Nome Oficial da Liga      | Logo |
| ------------- | ---------------- | ------------------------- | ---- |
| Até 2006      | Sem patrocinador | Segunda Liga              | ?    |
| 2006–2010     | Vitalis          | Liga Vitalis              |      |
| 2010–2012     | Orangina         | Liga Orangina             |      |
| 2012–2013     | Sem patrocinador | Segunda Liga              |      |
| 2013–2014     | Cabovisão        | Liga2 Cabovisão           |      |
| 2014–2015     | Sem patrocinador | Segunda Liga              |      |
| 2015–2020     | LEDMAN           | LEDMAN LigaPro            |      |
| 2020–2024     | SABSEG           | Liga Portugal 2 SABSEG    |      |
| 2024–presente | Meu Super        | Liga Portugal 2 Meu Super |      |